# Luis Antonio Bolín
Luis Antonio Bolín Bidwell (Málaga, 1894-Málaga, 3 de septiembre de 1969) fue un abogado y periodista español, jefe del Sindicato Nacional de Hostelería y Similares, procurador en Cortes durante las cuatro primeras legislaturas del período franquista (de 1942 a 1952). De 1952 a 1963 fue consejero de información de la embajada de España en Washington.

## Biografía

### Primeros años
De una familia de la burguesía malagueña de origen extranjero, que por entonces residía en Málaga y dedicada al negocio marítimo, el cultivo de la caña y la exportación de vinos dulces, estudió en las universidades de Granada y de  Madrid, ampliando estudios en Londres. Su tío Manuel Bidwell y Hurtado, hermano de su madre, entonces era obispo auxiliar de Westminster.

### Segunda República
Durante la II República Española fue agregado de prensa en la embajada de España en Londres, corresponsal de ABC  y miembro de la secretaría de la Sociedad de Naciones.
En julio de 1936, Bolín jugó un papel importante en el alquiler del Dragon Rapide que trasladó el 18 de julio de 1936 al general Francisco Franco desde las islas Canarias  a Tetuán (protectorado español de Marruecos) vía Casablanca, y como recompensa, es nombrado capitán honorífico de la Legión.
Lo contrató por encargo de Juan Ignacio Luca de Tena, director de ABC,  junto con Juan de la Cierva. 

"...El periodista madrileño [sic] Luis Antonio Bolín Bidwell, corresponsal del diario ABC en Londres y amigo personal del director Juan Ignacio Luca de Tena, había recibido de éste el mandato de contratar el mencionado avión, contando también con los servicios del capitán Cecil W.H. Bebb, que había de asumir la función de piloto de la aeronave. El 11 de julio partió del aeropuerto inglés de Croydon y a las tres horas y cuarto aterrizaba en Burdeos. Después a Biarritz donde repostó combustible. De Biarritz al aeropuerto militar de Espinho (Portugal) a unos 20 kilómetros de Oporto..."
Eduardo Palomar Baró.

### Guerra Civil
A los pocos días del golpe de Estado de 1936, el 21 de julio, Franco le envió a Roma, junto con su jefe en el ABC, Juan Ignacio Luca de Tena, como emisario personal a Mussolini, para pedirle su apoyo.
Durante la Guerra Civil Española fue adscrito a la Oficina de Prensa y Propaganda de las fuerzas sublevadas en Salamanca, y el encargado de relaciones con los corresponsales extranjeros, hasta su cese en mayo de 1937. Autorizó una entrevista a Francisco Franco realizada por un periodista francés que acompañaba al cámara René Brut, en su presencia y en el patio del Palacio de los Golfines de Arriba de Cáceres. Asimismo, consigue una entrevista para el periodista-espía Arthur Koestler, del News Chronicle, con Queipo de Llano en Radio Sevilla.
Su familia fue perseguida en Málaga, refugiándose en el domicilio de sir Peter Chalmers Mitchell, el cónsul británico en funciones, casa en donde poco más tarde Bolín arrestaría a Koestler, y también en casa del cónsul de México, Porfirio Smerdou, casado con Concha Altolaguirre Bolín, hermana del poeta de la Generación del 27, Manuel Altolaguirre Bolín.
Sin embargo, la personalidad despótica de Bolín, que llegó a amenazar de muerte a numerosos corresponsales extranjeros, incluso los que estaban adscritos a periódicos a favor de Franco, y también por su parte en negar el bombardeo de Guernica, hizo que el marqués del Moral, el coordinador de la propaganda franquista en Londres, fuera a Salamanca personalmente a recomendar a Franco su cese.
Asimismo, a pesar de haber acogido a sus familiares en su casa, Bolín pretendía arrestar a Chalmers-Mitchell por la publicación de una carta suya en The Times, «denunciando las atrocidades de los insurgentes» y este, nada más salir de España, denuncia la detención de Koestler causando un revuelo a nivel internacional, con William Randolph Hearst denunciando al arresto como una “violación inaceptable de los derechos de los periodistas de desempañar su profesión”. Finalmente, tras la intervención de numerosos parlamentarios británicos, de H. G. Wells, de Winston Churchill ante el Foreign Office, del gobierno de Francia, la Liga de Naciones, la Cruz Roja e incluso el Vaticano, Koestler fue entregado a las autoridades británicas, en un intercambio de prisioneros con la esposa del aviador franquista Carlos Haya, el 14 de mayo de 1937. Ese mismo día, Bolín fue sustituido por Pablo Merry del Val, y nombrado “enviado especial de la Delegación en Inglaterra, Países Escandinavos y Estados Unidos” y, después, jefe del Servicio Nacional de Turismo.

### Franquismo
Con la constitución del primer Gobierno franquista, el 30 de enero de 1938, fue nombrado director general del Turismo, cargo en el que permaneció durante quince años.
Procurador en Cortes en  la  I Legislatura de las Cortes Españolas (1943-1946) en representación de los Organización Sindical por su condición de jefe del Sindicato Nacional de Hostelería y Similares, cesa como presidente del sindicato el 25 de febrero de 1953, siendo sustituido por Emilio Jiménez Millas.
Su sobrino Enrique Bolín Pérez-Argemí fue alcalde de Benalmádena.

## Publicaciones
- España, los años vitales, 1967, testimonio sobre los primeros días de la guerra civil.